# Joseph-Marie Grandet
Pour les articles homonymes, voir Grandet.
Joseph-Marie Grandet (10 février 1797, Rodez - 25 janvier 1875, Rodez), est un avocat et homme politique français.

## Biographie
Avocat, il acquit une belle situation, fut le défenseur d'un des accusés dans l'affaire Fualdès, et devint conseiller d'arrondissement et conseiller municipal de Rodez. Le 23 avril 1848, il fut élu représentant de l'Aveyron à l'Assemblée constituante, le 1er sur 10, par 69,490 voix sur 90,119 votants. Il fit partie de la majorité, fut membre du comité des cultes, et vota pour le décret sur les clubs, contre les poursuites contre Louis Blanc et Caussidière, contre l'impôt progressif, contre l'incompatibilité des fonctions, contre l'amendement Grévy, contre la sanction de la Constitution par le peuple, pour l'ensemble de la Constitution, pour la proposition Râteau, pour l'interdiction des clubs, pour l'expédition de Rome, contre la demande de mise en accusation du président et des ministres.

## Sources
- « Joseph-Marie Grandet », dans Adolphe Robert et Gaston Cougny, Dictionnaire des parlementaires français, Edgar Bourloton, 1889-1891 [détail de l’édition]